# 紺野美奈子
紺野 美奈子（こんの　みなこ、1988年2月14日 - ）は、日本の元AV女優。
身長：159cm 、スリーサイズ：B90（Gカップ）・W58・H85。
趣味：旅行。

## 略歴
- 2007年8月に『新人 紺野美奈子』でAVデビュー。

## 作品

### アダルトビデオ
2007年
- 新人 紺野美奈子（2007年8月16日、マキシング）
- 美少女エロ標本 紺野美奈子（2007年9月16日、マキシング）
- 疼く巨乳変態若妻 紺野美奈子（2007年10月16日、マキシング）
- 風俗ちゃんねる 06 紺野美奈子（2007年11月16日、マキシング）
- 疼く巨乳変態ナース（2007年12月16日、マキシング）

2008年
- 乳恋リアルおっぱい 揉みしだかれる巨乳OL編 紺野美奈子（2008年1月16日、マキシング）
- このバックがすごい!（2008年2月16日、マキシング）
- 泣くもんかっ。看護学生美奈子のオチ●ポ介護日誌。 紺野美奈（2008年3月16日、マキシング）
- 美少女コレクターMAXING2007（2008年3月16日、マキシング）
- 私立巨乳学園物語 紺野美奈子（2008年4月16日、マキシング）
- このお掃除フェラがすごい！（2008年4月16日、マキシング）
- MAXING半期ベスト完全保存版Ⅲ（2008年5月16日、マキシング）
- 乳恋リアルおっぱい 揉みしだかれる巨乳OL編 紺野美奈子 Hi-Vision特別編（2008年7月1日、マキシング）
- SUMMER GIRL ビキニが似合うぜお嬢さん 紺野美奈子（2008年7月16日、マキシング）
- ココロとオッパイが揺れまくる巨乳女教師 紺野美奈子（2008年8月16日、マキシング）
- エロいし、癒すし、巨乳保母さんですし。（2008年9月16日、マキシング）
- 疼く巨乳変態ナマ撮り　紺野美奈子 （2008年11月16日、マキシング）
- 定点姦撮 紺野美奈子（2008年12月16日、マキシング）

2009年
- このナイスバディがスゴイ！（2009年6月16日、マキシング）
- ベストヒットアイドル4時間（2009年6月16日、マキシング）総集編
- この顔射がスゴイ！（2009年7月16日、マキシング）総集編